# Chia Pheng Pheng
Chia Pheng Pheng es un deportista singapurense que compitió en taekwondo. Ganó dos medallas de bronce en el Campeonato Asiático de Taekwondo, en los años 1976 y 1980.

## Palmarés internacional
| Campeonato Asiático | Campeonato Asiático   | Campeonato Asiático | Campeonato Asiático |
| Año                 | Lugar                 | Medalla             | Categoría           |
| ------------------- | --------------------- | ------------------- | ------------------- |
| 1976                | Melbourne (Australia) | Medalla de bronce   | –48 kg              |
| 1980                | Taipéi (Taiwán)       | Medalla de bronce   | –48 kg              |